# Az igazság bajnokai
Az igazság bajnokai (eredeti cím: Retfærdighedens Ryttere, angolul: Riders of Justice) 2020-ban bemutatott dán szürreális vígjáték, filmdráma amelynek forgatókönyvírója és rendezője Anders Thomas Jensen. A főszerepben Mads Mikkelsen, Nikolaj Lie Kaas, Andrea Heick Gadeberg és Lars Brygmann látható.
A filmet Dániában 2020. november 19-én mutatták be, és általánosságban pozitív véleményeket kapott a kritikusoktól.

## Rövid történet
Egy hivatásos katona hazatér, hogy gondoskodjon tizenéves lányáról, miután felesége tragikus vonatbalesetben életét veszti.

## Cselekmény
Tallinnban egy fehér szakállas, idős pap és fiatal unokahúga egy piros biciklit nézeget egy utcai árusnál, mint lehetséges karácsonyi ajándékot. A lány azt mondja, hogy nem akar pirosat, inkább egy lila biciklit szeretne.
A kerékpárboltos telefonál egyet. Egy furgon megáll egy dán vasútállomás előtt, ahol egy kék kerékpár van egy oszlophoz láncolva. Két férfi száll ki a furgonból, elvágják a láncot, beteszik a kerékpárt a furgonba, és elhajtanak.
Markus katona Afganisztánban. Felhívja a feleségét, Emmát, aki elmondja, hogy a lányuk, Mathilde kerékpárját ellopták a vasútállomáson, és most a család autója nem indul. Emma és Mathilde elsétálnak a vasútállomásra.
Otto és Lennart egy algoritmus bemutatásán dolgoznak, amelyről azt állítják, hogy segítségével meg lehet jósolni a jövő bizonyos eseményeit. Otto szerint minden esemény az azt megelőző események sorozatának terméke, de mivel gyakran nem rendelkezünk elegendő adattal, az eseményeket véletlen egybeeséseknek minősítjük. A főnökeiket ez nem nyűgözi le, és kirúgják őket.
Amikor Otto hazafelé utazik a vonaton, észrevesz egy tetovált férfit ugyanabban a kocsiban. Aztán látja, hogy egy másik férfi feláll, alig megkezdett szendvicsét és italát a szemétbe dobja, és kiszáll a vonatból. Mathilde és Emma felszáll a vonatra. A vonat zsúfolt, ezért Otto ragaszkodik hozzá, hogy Emma üljön az ő helyére. A vonat ekkor belecsapódik egy másik szerelvénybe, amely letarolja a vagon jobb oldalát. Több utas meghal, köztük Emma is.
Markus hazatér, hogy gyászoló lánya mellett legyen. Mathilde és Markus nehezen dolgozzák fel a tragédiát. Mathilde szerint apjának gyásztanácsadásra lenne szüksége, de ő elutasítja.
Otto a rendőrséghez fordul, és előadja elméletét arról, hogy a balesetet előre kitervelték. Ezt kézzelfogható bizonyítékok híján csak valószínűségekkel tudja alátámasztani, a rendőrség két tagja azonban nem veszi komolyan az érvelését, és a „nem baleset volt” elméletét elutasítják, nem indítanak nyomozást.
Otto és Lennart felkeresik Markust az otthonában, és elmondják neki, hogy a vonatbaleset nem véletlen volt, hanem egy pontosan megtervezett gyilkosság, amelynek célja egy koronatanú (a tetovált férfi, „Sas”) likvidálása volt, aki az Igazság Bajnokai motorosbanda vezetője ellen tanúskodott volna. Markus konkrétumokat kér.
Otto hacker barátja, Emmenthaler („Ementáli”) egy arcfelismerő szoftver segítségével azonosítja a vonatról másodpercekkel a baleset előtt leszálló gyanús férfit, aki a szoftver szerint egy kairói egyiptomi. Otto és Lennart azonban ráveszi Emmenthalert, hogy az arcfelismerés küszöbértékét 95 százalékra csökkentse, és dán lakcímekkel való egyezéseket keressen. A legmagasabb százalékos dániai egyezéssel rendelkező személy Palle Olesen. Otto azt mondja, hogy felismeri őt a vonatról.
Otto, Lennart és Emmenthaler elmennek Markushoz. Lennartot lenyűgözi Markus hatalmas pajtája, és átmennek oda, hogy megbeszéljék az eredményeket. Elmondják Markusnak, hogy Palle Olesen az Igazság Bajnokai elnökének, Kurt „Tandem” Olesen testvére, és hogy a vonaton lévő tetovált férfi, aki szintén meghalt a roncsban, tanúskodni készült ellene.
A csoport elmegy Palle házához, azzal a szándékkal, hogy kifaggatják a balesettel kapcsolatban (mivel megtudták róla, hogy villamosmérnök és szakterülete a vasúti kocsik biztonsági berendezései), de a férfi pisztolyt fog rájuk. Elindulnak, de Markus elveszti az önuralmát, és dühében puszta kézzel megöli Palle-t. Lennart bemegy a házba, hogy eltüntesse a bizonyítékokat, és meglát egy fiatal ukrán fiút, Bodaskát, meztelenül, az ágyhoz kötözve. A fiút kiszabadítják.
Otthon Mathilde és a barátja megpróbálják rávenni Markust, hogy beszéljen egy krízispszichológussal a gyászáról és erőszakos viselkedéséről, de ő ismét visszautasítja és pofon üti Mathilde barátját, aki elmenekül a motorján. A hírekben Markus látja, hogy Kurt Olesent nem ítélték el, mert a tanú (a „Sas”) meghalt a vonatbalesetben. Kurt azt mondja a tévében, sajnálja, hogy a testvérét, Palle-t meggyilkolták, de ennek ellenére ünnepelni fogja a bíróság általi felmentését.
Markus behívja Ottót, Lennartot és Emmenthalert az istállóba, és azt mondja nekik, hogy szerezzenek meg minden információt, amit csak meg tudnak szerezni az Igazság Bajnokairól. Azt tervezi, hogy megbosszulja a feleségét. Otto beleegyezik az információszerzésbe, de azt mondja, hogy ők nem fognak megölni senkit. Mathilde látja, hogy Markus és a férfiak együtt távoznak a pajtából. Felismeri Ottót, mint a vonaton velük utazó férfit, és megkérdezi az apját, hogy kik ők. Lennart hazudik, és elmagyarázza, hogy ők pszichológusok és terápiás céllal vannak ott, akik megpróbálnak segíteni az átélt traumán. Lennart felajánlja, hogy Mathilde terapeutája lesz. Ő 40 év alatt 25 pszichológusnál járt, ismeri az összes szakkifejezést és módszert. Mathilde kiönti neki a szívét és kezdi jobban elfogadni a kialakult helyzetet.
A bandatagok információkért kínozzák Bodaskát, ami Emmenthaler azonosításához vezet, mert a fiú hallotta, hogy „Ementáli”-nak szólították. A tagok autós lövöldözést kísérelnek meg Markus és csoportja ellen, amikor Emmenthaler lakására mennek néhány jobb számítógép-monitorért, de Markusnak sikerül megölnie a támadókat a saját fegyvereikkel, és kimentik Bodaskát, aki meg volt bilincselve az autóban. Markus begyűjti a támadók összes automata fegyverét. Mindannyian visszatérnek Markus házába, ahol elrejtőznek az Igazság Bajnokai többi tagja elől, akik keresik őket.
Mathilde öntapadós jegyzetek segítségével idővonalat készít a hálószobája falán az édesanyja halálát megelőző eseményekről. Fokozatosan halad vissza addig a napig, amikor a biciklijét ellopták a vasútállomáson. Úgy tűnik, hogy ez az egyetlen esemény az első az ezt követő események egész láncolatában.
Markus, Otto, Lennart és Emmenthaler egy étteremhez hajtanak, ahol információik szerint Kurt és társai vannak. Markusnak sikerül megölnie négy bandatagot, de a főnök nincs köztük. Markus házába visszatérve Otto meglátja Mathilde falát az eseményekkel. Látja, hogy minden azzal kezdődött, hogy ellopták a biciklijét. Elmagyarázza neki, hogy végtelen számú momentum vezetett a balesethez, és hiába próbál egyetlen okot találni, ami megmagyarázná a balesetet.
Bodaska elmagyarázza Lennartnak, hogy Palle nem lehetett a vonaton, amelyiket baleset ért, mert Palle és ő együtt voltak, és akkor éppen nem voltak az országban. Lennart rájön, hogy ő Ottóval meggyőzték Emmenthalert, hogy fogadjon el egy kevésbé pontos arcfelismerési eredményt, és a gyanús férfi valójában az egyiptomi volt, aki hasonlított Palle-ra, ami azt jelenti, hogy az Igazság Bajnokai elleni hadjáratukat tévedésből követték el. A bizonyíték, amelyre támaszkodtak, egy egybeesés volt, hogy a két férfi nagyon hasonlít egymásra. Amikor ezt megtudja, Markus dühében és frusztrációjában összeomlik, dühöngeni kezd, szétveri a fürdőszoba berendezését, végül elsírja magát.
Másnap a megmaradt bandatagok (élükön a főnökükkel) a Mathilde barátjának közösségi médiás bejegyzéseiből származó információkat felhasználva (egy rövid videón Mathilde és Otto) megtámadják a csoportot Markus házánál. Néhányan közülük megsérülnek, Mathilde-ot túszul ejtik, Markust ezután lefegyverezik. Otto, Lennart és Emmenthaler a Markus által korábban adott fegyveres kiképzés segítségével rajtaütnek a bandán, és sortüzet zúdítanak rájuk, megmentve Markust és Mathildét.
A történet előreugrik karácsonyra, ahol az egész csoport együtt ünnepel és ajándékot cserél. Emmenthaler egy új kürtöt kapott, amire mindig is vágyott. Úgy tűnik, Markus és Mathilde kibékültek. A karácsonyi ajándéka egy új piros kerékpár.
Egy másik házban a nyitójelenetben szereplő unokahúg a paptól megkapja Mathilde kék kerékpárját karácsonyi ajándékként.

## Szereplők
| Szereplő                           | Színész                  | Magyar hang                |
| ---------------------------------- | ------------------------ | -------------------------- |
| Markus Hansen                      | Mads Mikkelsen           | Kőszegi Ákos               |
| Otto Hoffmann                      | Nikolaj Lie Kaas         | Czvetkó Sándor             |
| Mathilde Hansen                    | Andrea Heick Gadeberg    | Bajor Lili                 |
| Lennart                            | Lars Brygmann            | Mertz Tibor                |
| Emmenthaler                        | Nicolas Bro              | Schneider Zoltán           |
| Bodashka                           | Gustav Lindh             | Baráth István              |
| Kurt “Tandem” Olesen               | Roland Møller            | Végh Péter                 |
| Sirius                             | Albert Rudbeck Lindhardt | Miller Dávid               |
| Emma Hansen                        | Anne Birgitte Lind       | Orosz Anna                 |
| Palle Olesen / Aharon Nahas Shadid | Omar Shargawi            | Haagen Imre / eredeti hang |
| Kenneth “Turbo” Jensen             | Jacob Lohmann            | Szrna Krisztián            |
| Noah                               | Henrik Noël Olesen       |                            |
| Adrian                             | Gustav Dyekjær Giese     |                            |

## A film készítése
A filmet Anders Thomas Jensen rendezte, aki egyben a forgatókönyvet is írta.
A forgatás Odensében, Assensben és a Funen-szigeten található Faaborg-Midtfyn településen történt. Kasper Tuxen végezte az operatőri munkát.
A film 2020. november 19-én mutatkozott be a dán mozikban, nemzetközi premierje pedig 2021. február 1-jén volt a Rotterdami Nemzetközi Filmfesztiválon. 2021 áprilisában a Brüsszeli Nemzetközi Fantastic Filmfesztiválon is bemutatták. 2021. május 14-én került a mozikba az Egyesült Államokban. 2021 júliusában levetítették a Müncheni Filmfesztiválon. A svájci mozikban 2021. szeptember 16-án mutatták be. Németországban 2021. szeptember 23-án jelent meg.

## Fogadtatás

### Bevétel
A film 2020. november 19-én mutatkozott be a dán mozikban, 150.486 jegyet adtak el a nyitóhétvégén és az elővételes vetítéseken; megelőzve a Még egy kört mindenkinek című filmet, amivel az év legjobb eladási hétvégéje volt Dániában.

### Kritikai visszhang
A Rotten Tomatoes weboldalon 122 kritika alapján 96%-os minősítést kapott, 8/10-es átlagértékeléssel. A Metacritic-en 25 kritikus alapján 100-ból 81 pontot adott a filmnek.

## Fordítás
- Ez a szócikk részben vagy egészben  a   Riders of Justice című angol Wikipédia-szócikk fordításán alapul.  Az eredeti cikk szerkesztőit annak laptörténete sorolja fel. Ez a jelzés csupán a megfogalmazás eredetét és a szerzői jogokat jelzi, nem szolgál a cikkben szereplő információk forrásmegjelöléseként.
- Ez a szócikk részben vagy egészben  a   Helden der Wahrscheinlichkeit című német Wikipédia-szócikk fordításán alapul.  Az eredeti cikk szerkesztőit annak laptörténete sorolja fel. Ez a jelzés csupán a megfogalmazás eredetét és a szerzői jogokat jelzi, nem szolgál a cikkben szereplő információk forrásmegjelöléseként.